# Fauna Afrike
Fauna Afrike  najbogatija je i najraznovrsnija na svijetu. Vladaju goleme klimatske raznolikosti, od velike vrućine do jake hladnoće, a različitost tamošnje vegetacije omogućuje život cijelom nizu životinja, među kojima su sisavci, ptice, gmazovi, ribe i kukci. Ima više od 40 vrsta primata, od sićušnih galaga do golemih gorila, raznovrsnih antilopa, gazela i ostalih papkara, te 70 vrsta mesojeda. Ptičji svijet je izuzetno bogat, više od 1 500 vrsta živi na jugu Sahare. Osim toga, u Africi živi najbrža kopnena životinja - gepard, najveća ptica - noj, te najveća kopnena životinja - slon.

## Život travnjaka
Afrički travnjaci  (savane) omogućuju život više od 20 vrsta biljojeda, od goleme crne antilope do sičušne pigmejske antilope. Krda ravničarske divljači i njihove grabežljivce, uključujući i lavove, progone strvinari kao što su hijene i supovi. Na ovim travnjacima žive i ptice poput biserke i kljunorošca.
Žirafi njezina velika visina - mužjaci dosižu visinu od 5,5m - daje sposobnosti iz velike udaljenosti uočiti opasnost, a potom velikom brzinom umaknuti. Ona žirafi omogućava i da brsti listove akacije koji su izvan dosega većine ostalih savanskih životinja, pa na svoju osnovnu hranu ima gotovo monopol.
Jedna od najživotopisnijih ptica afričkih savana je ptica sekretar sa svojim dugim nogama i perjastom krestom. Rijetko leti, više voli hodati, i koračajući kima glavom. Napada zmije i njihovo tijelo pokriva raširenim krilima da bi se zaštitio od otrovnih ugriza i istovremeno ih nasmrt izudarao nogama. Lav je glavni grabežljivac afričke savane. Lavice love zajedno, vrebajući na velike životinje kao što su bivoli, zebre i gnuovi.
Zebre obično žive u skupinama od 5 do 20 životinja, no za sušne sezone mogu se okupiti u krdima od više stotina životinja, radi zaštite od grabežljivca kao što su lavovi. Ženke se brane ritanjem nogama i kopitama. Zebre se hrane tvrdim vrhovima trave.
Kapski termitojed je samotna noćna životinja. Svoje snažne noge koristi za probijanje gnijezda mrava i termita koje izvlači svojim dugim i ljepljivim jezikom. Kapski termitojed može kopati začudnom brzinom - brže nego čovjek lopatom.

## Život u močvari
Močvare u Africi obiluju životinjskim svijetom, primjerice krokodilima, vodenkonjima, vrstama što žive u naplavnim ravnicama i ribama, uključujući nilskog grgeča (Lates niloticus) i ribu tigra (Hydrocynus vittatus), udaljeni rođak piranja, koja iz zasjede vreba u dubokim rukavcima rijeke Okavango. Taj će agresivni grabežljivac pojesti i malog sisavca ili pticu. Močvare su također mjesto gdje se zaustavljaju ptice selice što lete prema jugu da bi prezimile u Africi. 
Vodenkonj veći dio dana provodi zaronjen u vodu, a iznad površine vire mu samo nozdrve. Postaje aktivan u sumrak kad izlazi iz vode i pase na obližnjim travnjacima.
U jezerima Malawi i Tanganjika živi 265 različitih vrsta šarenih grgeča (ustonoša).

## Život u pustinji
Afričke pustinje su Sahara, najveća pustinja na svijetu, te Kalahari i Namib, pustinje na Rogu Afrike. Iako izgledaju beživotno, pustinje obitavaju mnogim životinjama kao što su droplja, pješčani gušter, sabljastoroga oriks antilopa. Među njima nalazi se i adaks koji živi u najsušnijim i najtoplijim dijelovima Sahare, u uvjetima koje može podnijeti malo koja životinja. Rijetko pije jer svu potrebnu tekućinu dobiva od sukulentnih biljaka i gomolja kojima se hrani. 
Scinkus veći dio svog života provede pod zemljom u svojoj jazbini. Plosnati rep služi mu za probijanje kroz pijesak. Njegov su plijen maleni sisavci poput miševa, ali i ptičja jaja. Napadnuti pješčani gušter može odbaciti svoj rep što zbunjuje napadača, a njemu omogućuje bijeg. Pustinjska sadža živi u otvorenoj pustinji a mora redovito piti, što znači da često mora letjeti u udaljena područja. Pustinjska sadža pribavlja vodu za svoju mladunčad tako da uroni u vodu pa na svom perju prenosi kapljice vode u svoje gnijezdo. Pustinjska lisica živi u malim skupinama među pješčanim dinama u koje se ukopava da bi izbjegla vrućinu. Ukopava se jako brzo i nestaje iz vida za samo nekoliko trenutaka.

## Život u kišnoj šumi
Kišne šume dominiraju zapadnim dijelom niske tropske Afrike. Toplo i vlažno stanište dom je mnogim životinjama. Biljojedi, primjerice gorile, hrane se lišćem. Plodovi koji padaju s visokih krošanja hrana su svinjama i dikobrazima, dok životinje poput ljuskavca hranu pronalaze na drveću.
U stojećem položaju dujker žutih leđa visok je 1 m, i najviši je šumski dujker. U zapadnoj Africi živi u najgušćim dijelovima kišnih šuma; u istočnoj Africi živi u bambusovim šumama.
U ograničenom pojasu kišne šume živi planinski gorila, na mjestu gdje se susreću granice Ugande, Konga i Ruande. To je životinja krupne građe, no obično nije agresivna. Ženke podižu skrovišta u kojem spavaju sa svojim mladunčetom.
Crveni gvereza je jedna od pet vrsta primata koji se hrane isključivo lišćem, a rasprostranjen je diljem Afrike. Živi u šumskim krošnjama u obiteljskim zajednicama od 20-ak životinja i rijetko se spušta na tlo.
Mala šumska cibetka nalik je mački,  dane provodi spavajući na granama drveća a aktivna postaje noću. Veoma je vješt penjač i prikrada se svome plijenu - pticama, sitnim sisavcima i kukcima - poput mačke.

## Život u planini
Na planini Ruwenzori u Keniji te na Kilimandžaru žive osebujne životinje. Glodavci nastanjuju vrištine, dok Gelada - pavijan jedini je preživijeli iz skupine primata koji se zadržavaju na tlu, a danas se može naći samo u Etiopiji. Živi na otvorenom na velikim visinama, u blizini litica i stijena u koje se povlači ako je uznemiren. Hrani se sjemenkama, korijenjem, travom i plodovima.
Planinski pećinari žive u skupini od 50 životinja među površinskim stijenjem. Postaju veoma oprezni na znakove prisutnosti orlova i leoparda.
Krunati orao je jedan od najvećih orlova i rasprostranjen je na cijelom području planinskih predjela istočne Afrike i Konga, posvuda gdje ima šuma u kojima žive majmuni koji su njihova glavna hrana.

## Vanjske poveznice
- African Invertebrates